# Lagertha

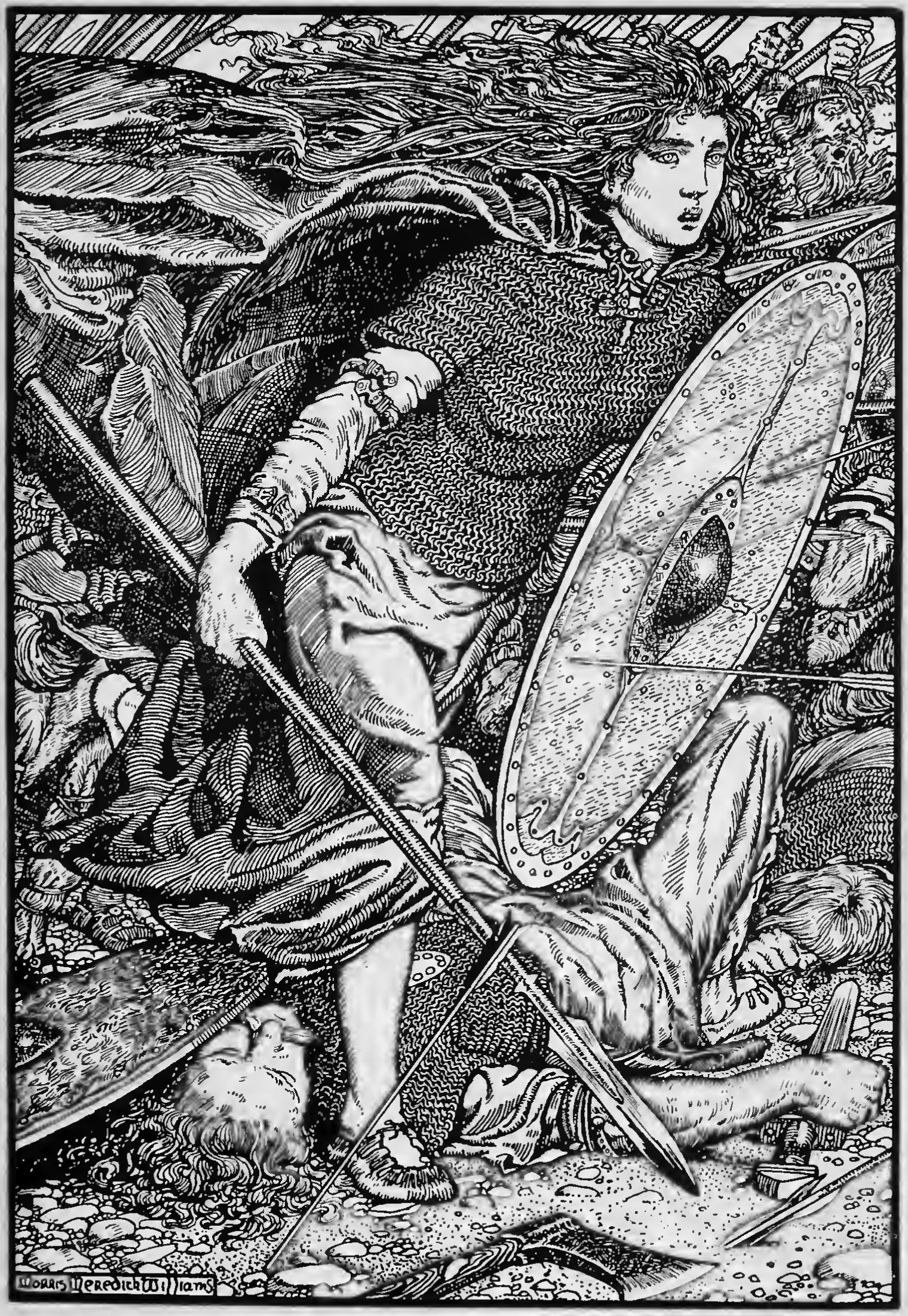
Lagertha in un'illustrazione di Morris Meredith Williams

Lagertha fu, secondo la leggenda, una skjaldmær che governò sulla Norvegia e che fu la prima moglie di Ragnarr Loðbrók, re di Svezia e Danimarca. La storia di Lagertha è narrata da Saxo Grammaticus nei Gesta Danorum.

## Etimologia del nome
"Lagertha" è probabilmente una forma latinizzata dell'antico nome norreno Hlaðgerðr; esso è composto dagli elementi hlað (riconducibile a hlað, "copricapo" o "merletto", oppure a hlaða, "tessere") e gerd ("protezione", "spazio chiuso"); il nome è attestato in varie altre forme, incluse Hlaðgerður, Lathgertha, Ladgjerd, Lagerda e Lagerta.

## Biografia

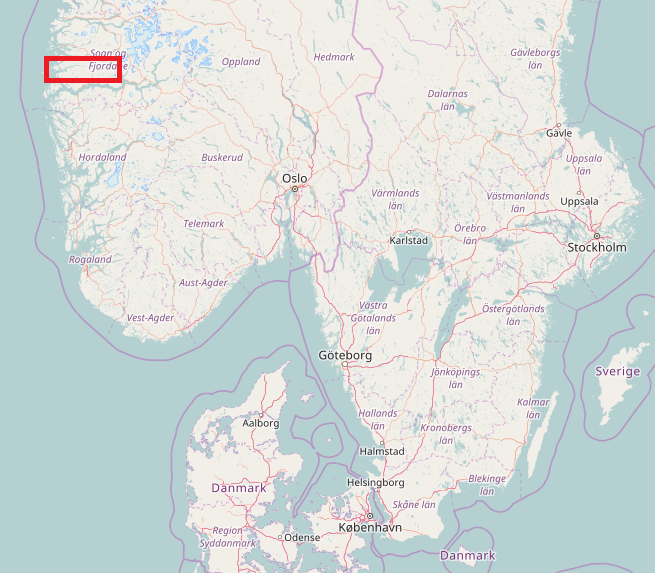
La valle del fiume Gaula dove, secondo Saxo, viveva Lagertha

Lagertha appare nel nono volume dei Gesta Danorum, scritti da Saxo Grammaticus. Secondo il racconto, Frø, re di Svezia, invase la Norvegia, ne uccise il re, Synardus, e rinchiuse le donne del suo casato (tra cui anche Lagertha) in un bordello per umiliarle pubblicamente. Saputo ciò Ragnarr Loðbrók, nipote di Synardus, giunse in Norvegia con un esercito al seguito per vendicare suo nonno; Lagertha e molte delle altre parenti del defunto re, facendosi passare per uomini, combatterono al suo fianco. Impressionato dalle sue gesta in battaglia e saputo che era di nobile stirpe, Ragnar decise di fare la corte a Lagertha. Costei, pur disdegnando l'offerta di matrimonio, finse di essere interessata, quindi Ragnar si recò alla dimora di lei per avere la sua mano: arrivato lì, trovò che Lagertha gli aveva messo contro un orso e un cane; lui trafisse uno con la lancia e strangolò l'altro, ottenendo così di sposare Lagertha. Con lei visse tre anni (sebbene non si fidasse) e la coppia ebbe tre figli: un maschio, Fridleif, e due femmine.
Dopo ciò, Ragnar tornò in Danimarca per sedare una guerra civile; giunto lì, divorziò da Lagertha per sposare Þóra, la figlia di re Herrauðr. In seguito, Ragnar si trovò a fronteggiare un'ulteriore guerra civile in Danimarca e chiese aiuto alla Norvegia: Lagertha (ancora innamorata di lui, pur essendosi nel frattempo risposata) giunse in suo aiuto con centoventi navi, permettendogli di vincere la battaglia. Ritornata a casa, uccise il suo nuovo marito e governò sulla Norvegia da sola.

## Studi e interpretazioni
Le storie contenute nel nono libro dei Gesta Danorum sono, secondo alcuni studiosi, in gran parte fantasiose; le parti relative a personaggi femminili potrebbero essere ispirate in parte a leggende islandesi non ben identificate, in parte a storie classiche come quelle delle Amazzoni greche; secondo alcuni autori, avendo la mentalità ecclesiastica del suo tempo, Saxo non approvava l'idea di donne guerriere, le cui storie avrebbero simboleggiato la decadenza e il caos della Danimarca pre-cristiana. Altri autori ritengono invece plausibile un'identificazione di Lagertha con Þorgerðr Hölgabrúðr, una dea della mitologia norrena; ella era venerata da Hákon Sigurðarson, che era jarl di Lade ("Hlaðir"), da cui quindi potrebbe derivare il suo nome.

## Nella cultura di massa
Lagertha è uno dei personaggi principali della serie televisiva canadese-irlandese Vikings (prodotta fra il 2013 e il 2021), dove è interpretata dall'attrice canadese Katheryn Winnick.